# Sword and Stone
Sword and Stone ist ein von Paul Stanley, Bruce Kulick und Desmond Child geschriebenes Lied, das erstmals 1988 von Paul Dean, Gitarrist der kanadischen Band Loverboy, veröffentlicht wurde. Es erschien dann 1989 in einer Version von Bonfire als Teil des Soundtracks zum Film Shocker.

## Einordnung in den musikalischen Hintergrund
Das Lied entstand bereits 1985 während der Tournee zum Kiss-Album Asylum. Bruce Kulick entwickelte das Riff. Während der Sessions für das Album Crazy Nights wurde es in den Electric Lady Studios als Demo fertiggestellt. Von den dreizehn für dieses Album geschriebenen Liedern wurden am Ende nur zehn aufgenommen. Der Musikproduzent Ron Nevison, der für das Album verantwortlich zeichnete, mochte Sword and Stone nicht und lehnte die  Aufnahme für Crazy Nights ab. Da Paul Stanley jedoch einen Verlagsvertrag besaß, wurde das Lied anderen Musikern angeboten.
Der erste Künstler, der das Lied aufnahm und veröffentlichte, war Paul Dean, der Gitarrist der kanadischen Band Loverboy. Es war auf seinem 1988 in Europa herausgegebenen Soloalbum Hard Core enthalten. In den USA erschien das Album erst 1989.
Die deutsche Band Bonfire nahm eine Version des Liedes im Rahmen der Arbeiten für ihr drittes Album Point Blank auf. Es wurde jedoch nicht für diese Veröffentlichung genutzt, sondern fand seinen Weg auf das Soundtrack-Album zum Wes-Craven-Film Shocker. Das Lied wurde in Deutschland als Single veröffentlicht. 2013 stellte die Band eine beim Wacken Open Air aufgenommene Live-Version des Liedes für den Sampler A World With Heroes zur Verfügung.
Zu beiden Studioversionen des Liedes wurden Musikvideos produziert, Bonfire veröffentlichten 2018 zusätzlich ein Live-Video des Songs.